# Domingo Santa María Santa Cruz
Domingo Santa María Santa Cruz, (Viña del Mar, 8 de agosto de 1920 - Santiago, 5 de junio de 2006) fue un ingeniero, académico, empresario, dirigente gremial y político chileno, ministro de Estado y embajador de su país en los Estados Unidos durante el Gobierno del presidente Eduardo Frei Montalva.

## Biografía

### Familia
Era hijo de Don Julio Álvaro Santa María y Santa María y de Doña Ana Santa Cruz y Wilson, siendo el octavo y último hijo, y bisnieto del presidente Domingo Santa María y nieto materno de Don Vicente Santa Cruz y Vargas. Fue también sobrino del destacado músico chileno Don Domingo Santa Cruz y Wilson. 

### Estudios
Estudió en el Colegio de los Sagrados Corazones de Viña del Mar y Valparaíso, y luego ingresó a la Escuela Naval, donde permaneció por tres años. A esta última se integró estimulado por las historias de su padrino, Arturo Wilson, sobreviviente de la Esmeralda.
Luego decidió ingresar a la Pontificia Universidad Católica, donde se titularía de ingeniero civil el año 1943 con distinción máxima.

## Trayectoria pública y política
Fue presidente de la Asociación Nacional de Estudiantes Católicos.
Luego se vinculó a la Cámara Chilena de la Construcción, entidad gremial de la que llegaría a ser presidente (1956-1958).
Junto a sus amigos Andrés Donoso y Sergio Ossa creó en 1960 la empresa Sigdo Koppers, cuya participación vendería al ser nombrado, en 1964, ministro de Economía, Fomento y Reconstrucción por Frei Montalva.
Fue secretario de Estado hasta septiembre de 1967. Un año después pasaría a la embajada de Chile en los Estados Unidos, hasta el final del Gobierno (1970).
En los años '70 ejerció como académico, llegando a ser vicerrector de Asuntos Económicos y Financieros de la Universidad Católica (1971-1972) y rector de la Universidad Técnica Federico Santa María (1972- septiembre de 1973).
Por inspiración del cardenal Raúl Silva Henríquez creó el Banco del Desarrollo, del que fue presidente desde su fundación, en 1983, hasta 1996.
En las elecciones municipales de 1996 fue elegido concejal por Providencia, cargo que ocupó hasta el año 2000.
De esta época suscribió el documento "El voto en conciencia y los católicos", donde, a propósito de la candidatura presidencial de Ricardo Lagos, los firmantes querían "dejar constancia pública de la compatibilidad existente entre los principios de la Iglesia Católica y sufragar por una persona que no comparte nuestra fe o incluso que no profesa religión alguna".
Nunca contrajo matrimonio ni tuvo hijos.

## Historial electoral

### Elecciones municipales de 1996
- Elecciones municipales de 1996, para el Concejo Municipal de Providencia[4]

(Se han agregado los candidatos más relevantes).
| Candidato                       | Pacto                          | Partido      | Votos  | %     | Resultado |
| ------------------------------- | ------------------------------ | ------------ | ------ | ----- | --------- |
| Cristián Labbé Galilea          | Unión por Chile                | Indep. UDI   | 20 986 | 29,39 | Alcalde   |
| Alfredo Alcaíno Barros          | Unión por Chile                | RN           | 15 852 | 22,20 | Concejal  |
| Domingo Santa María Santa Cruz  | Concertación por la Democracia | PDC          | 7905   | 11,07 | Concejal  |
| María Eugenia Amunátegui Spacek | Unión por Chile                | RN           | 6095   | 8,54  | Concejala |
| María Soledad Barría Iroume     | Concertación por la Democracia | PS           | 2066   | 2,89  |           |
| María Eugenia Abarca Carrasco   | Unión por Chile                | Ind. pro RN  | 1103   | 1,54  | Concejal  |
| Luz Margarita Lea-Plaza Molina  | Unión por Chile                | UDI          | 1072   | 1,50  | Concejal  |
| Mario Olavarría Rodríguez       | Unión por Chile                | Ind. pro UDI | 212    | 0,30  | Concejal  |